# Jugoslavija i Pokret nesvrstanih
Socijalistička Federativna Republika Jugoslavija bila je jedna od zemalja osnivača izvanblokovskog Pokreta nesvrstanih zemalja u razdoblju Hladnog rata. Glavni grad Jugoslavije, Beograd, ugostio je u rujnu 1961. godine Prvu konferenciju Pokreta nesvrstanih, a bio je i prvi grad koji je konferenciju ugostio dva puta kada je u rujnu 1989. godine u Beogradu organizirana i Deveta konferencija pokreta nesvrstanih.
Politika nesvrstavanja uz aktivno sudjelovanje u pokretu bila je kamen temeljac jugoslavenske hladnoratovske vanjske politike i jedan od osnovnih ideoloških postulata jugoslavenske federacije. Kao jedina izvanblokovska europska socijalistička država socioekonomski blisko vezana za zapadnu Europu, Jugoslavija je odabirala politiku balansiranja i oprezne ekvidistance prema Sjedinjenim Američkim Državama, Sovjetskom Savezu i Kini pri čemu je nesvrstanost doživljavana kao kolektivna garancija sigurnosti i nezavisnosti zemlje. Pokret nesvrstanih je uz to otvarao i dodatni manevarski prostor u duboko podijeljenoj i tim podjelama politički ograničenoj hladnoratovskoj Europi u kojoj su neutralne države bile dodatno izložene situaciji de facto ograničenog suvereniteta (vidi primjer finlandizacije).
Kraj Hladnog rata i raspad Jugoslavije doveli su u pitanje i sam opstanak Pokreta nesvrstanih koji je izbjegao prestanak djelovanja samo uz pomoć politički pragmatičnog vodstva Indonezije.

## Povijest

### Razlaz sa SSSR-om 1948. godine i vanjska politika do početka nesvrstavanja
U razdoblju Drugog svjetskog rata jugoslavenski su partizani oslobodili svoju zemlju uz tek manju pomoć SSSR-a i zapadnih saveznika. To je nove komunističke vlasti vodilo ka uvjerenju da nasuprot drugim zemljama u istočnoj Europi njima pripada pravo na slobodniji socijalistički razvoj. Nasuprot većini drugih komunističkih stranaka u istočoj Europi, jugoslavenski komunisti mogli su računati na lojalnost lokalnih vojnih i policijskih snaga kao i na relativno visoku razinu legitimnosti među brojnim jugoslavenskim narodima i narodnostima. Jugoslavija sebe nije doživljavala kao klijenta već kao saveznika SSSR-a pri čemu je Beograd bio spreman inicirati ratobornije politike od Moskve koja je prije početka Hladnog rata nastojala održavati veze sa zapadnim saveznicima. Ta odvažnija jugoslavenska politika bila je vidljiva po pitanju Slobodnog teritorija Trsta, ideje Balkanske federacije, uplitanja u Grčki građanski rat, Austo-slovenskog sukob u Koruškoj kao i u infiltraciji i usmjeravanju Narodnooslobodilačkog pokreta Albanije. Nezavisna i odvažna politika Beograda podizala je tenzije u odnosima sa SSSR-om koje su eskalirale 1948. godine u sukobu Tita i Staljina gdje je Jugoslavija završila i gotovo potpunoj međunarodnoj izolaciji nakon prekida odnosa s Istočnim blokom.
U potrazi za novim saveznicima Jugoslavija se prvo orijentirala ka Zapadnom bloku pri čemu je 1953. potpisala Balkanski pakt sa NATO članimaca Grčkom i Turskom. Nakon Staljinove smrti jugoslavenski odnosi sa SSSR-om su se djelomično popravili što je dovelo i do verbalne podrške intervenciji u Mađarskoj (nasuprot oštroj osudi intervencije u Čehoslovačkoj 1968.). Beogradska deklaracija iz 1955. godine dovela je do smanjenja značaja i postupnog prestanka djelovanja Balkanskog pakta. Kako je Jugoslavija ipak željela sačuvati novostečenu nezavisnost u tom je razdoblju došlo i do usmjeravanja na razvoj odnosa sa neutralnim europskim zemljama kao što je bila Finska. Jugoslavija se nije učlanila ni u Varšavski pakt osnovan u svibnju 1955. godine. Kako bi izbjegla izolaciju u duboko podijeljenoj Europi, Jugoslavija je po prvi put potražila nove saveznike među novooslobođenim kolonijama i mandatnim teritorijima. Jugoslavija je podržala Egipat u tijeku Sueske krize, zemlje koja će uz Jugoslaviju postati jedna od osnivačica pokreta. Odnosi s Indijom, drugim inicijatorom osnivanja pokreta, razvijani su još od vremena zajedničkog mandata u Vijeću sigurnosti UN-a od 1949. godine.